# П'ятиріччя (Сахалінська область)
П'ятиріччя (рос. Пятиречье) — село у Холмському міському окрузі Сахалінської області Російської Федерації.
Населення становить 398 осіб (2013).

## Історія
З 1905 по 3 вересня 1945 року у складі губернаторства Карафуто Японії, відтак у складі Холмського міського округу Сахалінської області.

## Населення
| 1925 | 1935  | 2002 | 2010 | 2013 |
| ---- | ----- | ---- | ---- | ---- |
| 918  | ↗1737 | ↘514 | ↘402 | ↘398 |